# Relaciones Estados Unidos-Ghana
Las relaciones Estados Unidos-Ghana son las relaciones diplomáticas entre Estados Unidos y Ghana. Las relaciones de los Estados Unidos han sido generalmente amistosas desde la independencia de Ghana, excepto por un período de relaciones tensas durante los últimos años del régimen Nkrumah. Ghana fue el primer país al que se enviaron voluntarios de los Estados Unidos Cuerpo de Paz en 1961. Ghana y los Estados Unidos son signatarios de veinte acuerdos y tratados que abarcan materias como productos agrícolas, aviación, defensa, cooperación económica y técnica, educación, extradición, asuntos postales, telecomunicaciones, y obligaciones del tratado. La negativa de los Estados Unidos a unirse al Acuerdo Internacional del Cacao, dada la gran dependencia de Ghana de las exportaciones de cacao para ganar divisas, es el problema bilateral más grave entre los dos países.
Según el Pew Research Global Attitudes Project, el 83 % de los ghaneses vieron a los Estados Unidos favorablemente en 2002, disminuyendo ligeramente a 80 % en 2007, de acuerdo con el Informe de liderazgo global de Estados Unidos de 2012, el 79 % de los ghaneses aprueba el liderazgo de Estados Unidos, con un 12 % de desaprobación y un 10 % de incertidumbre, y en una Encuesta del Servicio Mundial BBC de 2013, el 82 % de los ghaneses ve positivamente la influencia de los Estados Unidos, la calificación más alta para cualquier país africano encuestado.

## Historia
Las relaciones entre los Estados Unidos y Ghana fueron particularmente difíciles en la década de 1980, aparentemente debido a las relaciones de Ghana con Libia. El gobierno PNDC restableció las relaciones diplomáticas con Libia poco después de llegar al poder. Libia acudió en ayuda de Ghana poco después al brindar asistencia económica muy necesaria. Libia también tiene grandes participaciones financieras en Ghana. Jerry Rawlings apoyó la posición de Libia de que dos libios acusados de bombardeo de un vuelo de Pan American Airlines sobre Lockerbie, Escocia, en 1988 deberían ser juzgados en un país neutral en lugar de en Gran Bretaña o los Estados Unidos.
Las relaciones entre los Estados Unidos y Ghana se tensaron aún más por una serie de incidentes diplomáticos a mediados de los años ochenta. En julio de 1985, un pariente lejano de Rawlings [Michael Soussoudis] fue arrestado en los Estados Unidos y acusado de espionaje. A pesar de la convicción de Soussoudis, se intercambió en diciembre siguiente por varios agentes conocidos de la Agencia Central de Inteligencia (CIA) en Acra, pero no antes de que los diplomáticos fueran expulsados tanto en Acra como en Washington. En marzo de 1986, un barco registrado en Panamá que llevaba armas y varios mercenarios y veteranos de los Estados Unidos de la Guerra de Vietnam fue capturado en la costa de Brasil. El PNDC denunció que las armas y los soldados estaban destinados a Ghana y que habían sido financiados por un disidente ghanés con vínculos con la CIA. Durante su juicio, varios miembros de la tripulación admitieron que los cargos eran sustancialmente verdaderos. Aunque fueron condenados y encarcelados, tres escaparon posteriormente con lo que el PNDC alegó fue la asistencia de la CIA.
A pesar de estos incidentes, las relaciones entre los Estados Unidos y Ghana habían mejorado notablemente a fines de los años ochenta. El expresidente de los Estados Unidos Jimmy Carter visitó Ghana en 1986 y nuevamente en 1988 y fue recibido calurosamente por el PNDC. Su programa agrícola Global 2000, que es bastante popular entre los agricultores de Ghana, está ayudando a promover buenas relaciones con los Estados Unidos. En 1989, los Estados Unidos perdonaron 114 millones de dólares de la deuda externa de Ghana, parte de un esfuerzo mayor de alivio de la deuda de las naciones occidentales. Estados Unidos ha favorecido fuertemente las políticas de reforma económica y política de Ghana, y desde el nacimiento de la Cuarta República y el retorno de Ghana al gobierno constitucional, ha ofrecido asistencia para ayudar a Ghana a institucionalizar y consolidar sus pasos hacia  gobernabilidad democrática. En año fiscal 1994, la ayuda para el desarrollo de los Estados Unidos ascendió a aproximadamente $38 millones; además, los Estados Unidos suministraron más de $16 millones en ayuda alimentaria.

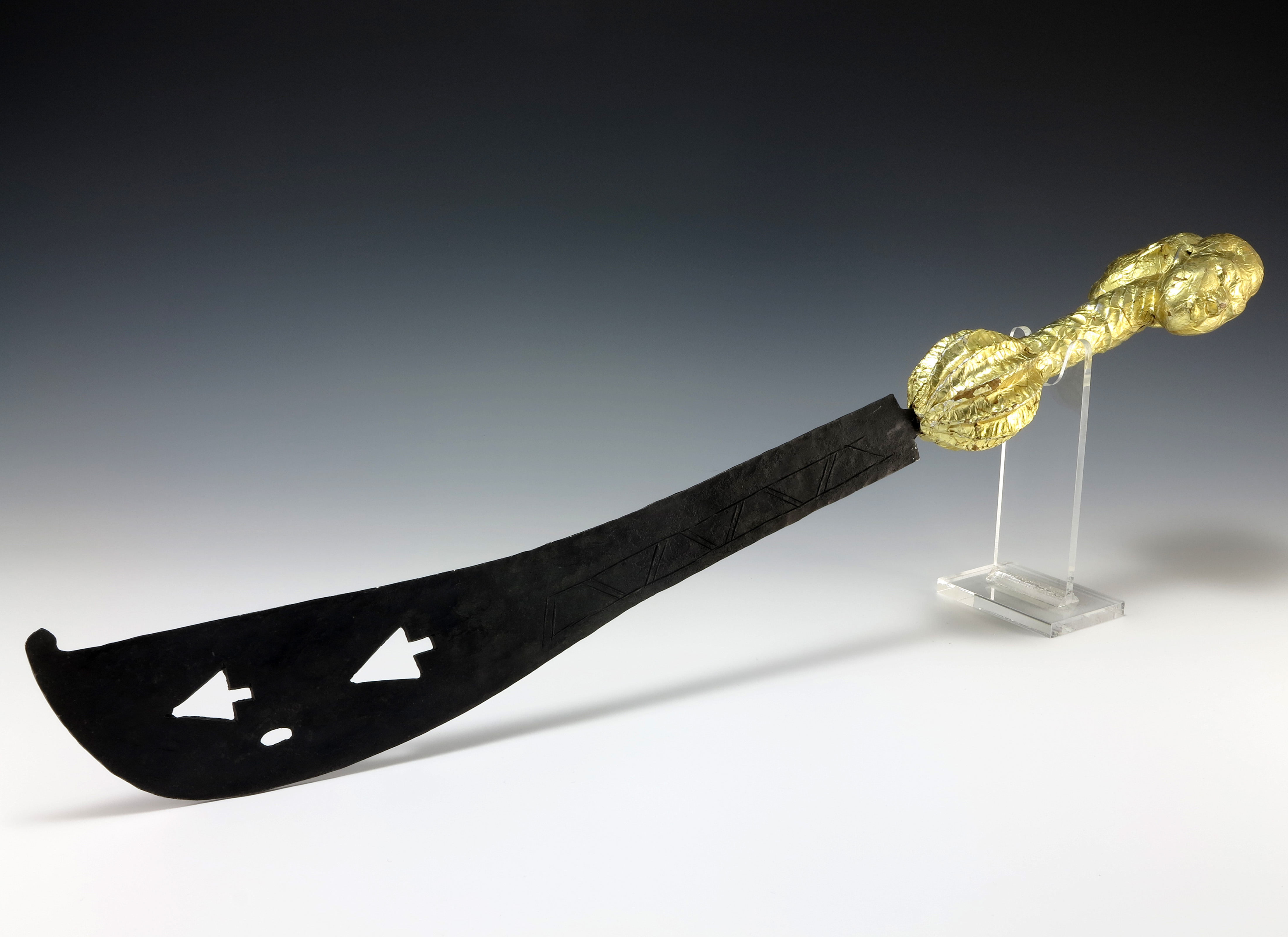
Espada ceremonial hecha de hierro que fue entregada al presidente estadounidense Gerald Ford por el embajador de Ghana, Samuel Ernesto Quarm.

Miles de ghaneses han sido educados en los Estados Unidos. Se mantienen relaciones estrechas entre instituciones educativas y científicas, y los vínculos culturales, particularmente entre ghaneses y afroamericanos, son fuertes.
A través de Programa de visitantes internacionales de los Estados Unidos, los parlamentarios de Ghana y otros funcionarios gubernamentales se han familiarizado con las prácticas legislativas estatales y del Congreso de los Estados Unidos y han participado en programas diseñados para abordar otros temas de interés. Los militares de Estados Unidos y Ghana han cooperado en numerosos ejercicios de capacitación conjunta, que culminaron con la participación de Ghana en la Iniciativa de Respuesta a la Crisis en África. La cooperación militar entre los Estados Unidos y Ghana ha continuado en el marco del nuevo programa de capacitación y asistencia en operaciones de contingencia en África Ghana fue uno de los primeros militares en recibir entrenamiento de ACOTA a principios de 2003. Además, existe un programa bilateral activo de Educación y Entrenamiento Militar Internacional. Además, Ghana es el sitio de un Centro de Recepción de Ejercicios financiado por el Comando Europeo (Estados Unidos) Que se estableció para facilitar el despliegue de tropas para los ejercicios o la respuesta a una crisis dentro de la región. La instalación es un resultado directo de la asociación de Ghana con los Estados Unidos en una Fuel Hub Initiative. Ghana es una de las pocas naciones africanas seleccionadas para el Programa de Asociación Estatal, que promoverá mayores lazos económicos con las instituciones de los Estados Unidos, incluida la Guardia Nacional.
Los Estados Unidos se encuentran entre los principales socios comerciales de Ghana. La Oficina del presidente de Ghana trabajó estrechamente con la Embajada de los Estados Unidos en Acra para establecer una Cámara de Comercio de los Estados Unidos para continuar desarrollando vínculos económicos más estrechos en el sector privado. Las principales empresas estadounidenses que operan en el país incluyen ACS, CMS Energy, Coca-Cola, S.C. Johnson, Ralston Purina, StarKist, A.H. Robins, Sterling, Pfizer, IBM, 3M, Motorola, Stewart & Stevenson, PriceWaterhouseCoopers y National Cash Register (NCR). Varias empresas estadounidenses han realizado recientemente o están considerando inversiones en Ghana, principalmente en minería de oro, productos de madera y petróleo. El gigante minero estadounidense Newmont ingresó al sector minero de Ghana en 2004 y tiene la intención de invertir hasta $1000 millones. A fines de 1997, Nuevo Petroleum concluyó un acuerdo de exploración petrolera que representa la última de las zonas de derechos mineros marinos de Ghana. Varias otras compañías petroleras de Estados Unidos también participan en la exploración en alta mar, pero hasta el momento con poco éxito.
La asistencia para el desarrollo de los Estados Unidos a Ghana en el año fiscal 2007 fue implementada por USAID (Agencia de los Estados Unidos para el Desarrollo Internacional), African Development Foundation, Millennium Challenge Corporation y otros. La asistencia de Estados Unidos para el desarrollo a Ghana en el año fiscal 2007 ascendió a más de $55.1 millones, con programas en la competitividad de los pequeños agricultores, la salud, incluido VIH/sida y la salud materna infantil, la educación y la democracia / gobernabilidad. Ghana fue el primer país del mundo en aceptar voluntarios de Cuerpo de Paz, y el programa sigue siendo uno de los más grandes. Actualmente, hay más de 150 voluntarios en Ghana. Casi la mitad trabaja en educación, y las otras en agrosilvicultura, desarrollo de pequeñas empresas, educación para la salud, agua saneamiento ambiental y desarrollo juvenil. El acuerdo de $547 millones de Ghana con la Corporación del Desafío del Milenio es el logro más reciente en la asociación de desarrollo de los Estados Unidos y Ghana.

## Misiones diplomáticas

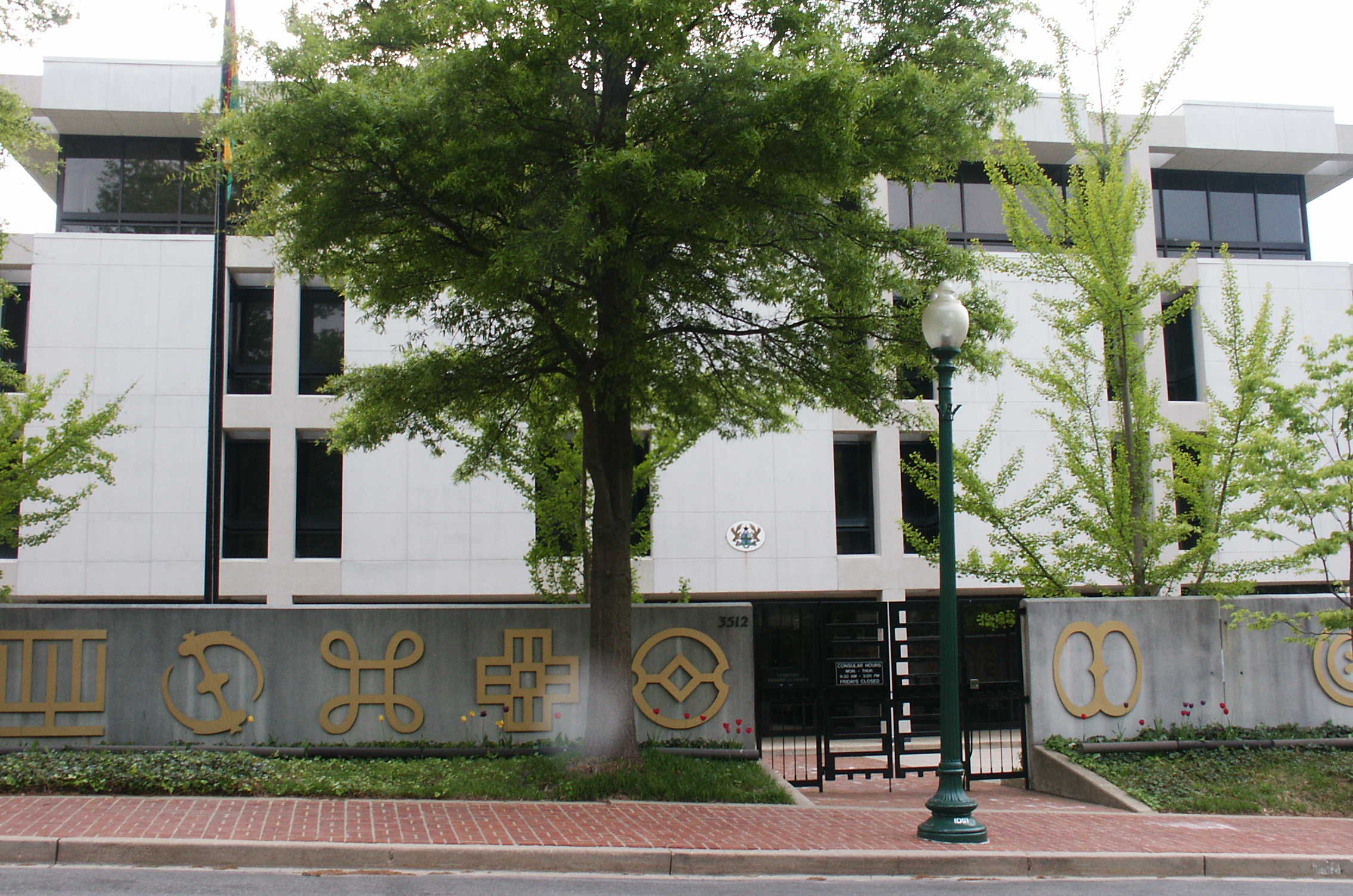
Embajada de Ghana en Washington D. C.

- Estados Unidos tiene una embajada en Acra.
- Ghana tiene una embajada en Washington D. C.